# أحداث مايو 1968 في فرنسا
حدثت فترة من الاضطرابات المدنية في جميع أنحاء فرنسا ابتداءً من مايو في عام 1968، استمرت نحو سبعة أسابيع وتخللتها المظاهرات والإضرابات العامة واعتصامات الجامعات والمصانع. توقفت حركة الاقتصاد الفرنسي في ذروة الأحداث التي أصبحت معروفة بأحداث مايو 68. وصلت الاحتجاجات إلى الدرجة التي أثارت خوف القادة السياسيين من حرب أهلية أو ثورة؛ وتوقفت الحكومة الوطنية لفترة قصيرة عن العمل بعد أن فرّ الرئيس شارل ديغول سراً من فرنسا إلى ألمانيا. حفّزت الاحتجاجات الحركات في جميع أنحاء العالم وذلك بالإضافة إلى الأغاني والرسومات الخيالية والملصقات والشعارات.
بدأت الاضطرابات بسلسلة من إضرابات طلابية ضد الرأسمالية والنزعة الاستهلاكية والإمبريالية الأمريكية والمؤسسات التقليدية. أدى قمع الشرطة الشديد للمتظاهرين إلى قيام اتحادات النقابات العمالية في فرنسا بالدعوة إلى إضرابات تعاطف، والتي انتشرت بسرعة أكبر بكثير مما كان متوقعًا لتشمل 11 مليون عامل، أي أكثر من 22% من إجمالي سكان فرنسا في ذلك الوقت. تميزت الحركة بالتنسيق العشوائي واللامركزي لإضرابات العمال الاتحاديين الحرين (غير خاضعين لسلطة قائد)، فخلق هذا تباينًا وأحيانًا معارضة داخلية بين النقابات وأحزاب اليسار. كان هذا أكبر إضراب عام على الإطلاق في فرنسا، وأول إضراب عام للعمال الاتحاديين الحرين على مستوى البلاد.
قوبلت اعتصامات الطلاب والإضرابات العامة التي بدأت في جميع أنحاء فرنسا بمواجهة قوية من قبل مسؤولي الجامعة والشرطة. أثارت محاولات حكومة ديغول لتهدئة تلك الإضرابات بالاعتماد على شرطة مكافحة الشغب الوضع أكثر، فأدى ذلك إلى تصادم الطلاب مع الشرطة في الشوارع وخصوصًا في الحي اللاتيني في باريس.
تغير مجرى الأحداث بحلول أواخر شهر مايو، وحققت اتفاقات غرينيل المبرمة في 27 مايو بين الحكومة ونقابات العمال وأصحاب العمل مكاسب كبيرة في الأجور للعمال. منحت مظاهرة مضادة نظمها الحزب الديغولي (اتحاد الديمقراطيين من أجل الجمهورية) في 29 مايو في وسط باريس ديغول الثقة بحل الجمعية الوطنية الفرنسية والدعوة إلى إجراء انتخابات برلمانية في 23 يونيو في عام 1968. تلاشى العنف بالسرعة نفسها التي نشأ فيها. عاد العمال إلى وظائفهم وظهر الديغوليون أقوى بعد إجراء الانتخابات في يونيو.
استمر تأثير أحداث مايو 1968 على المجتمع الفرنسي. تُعتبر هذه الفترة نقطة تحول ثقافية واجتماعية وأخلاقية في تاريخ البلد. أشار آلان جيمار (أحد قادة تلك الفترة) في وقت لاحق إلى نجاح الحركة «كثورة اجتماعية وليس كثورة سياسية».

## أحداث مايو

### إضرابات الطلاب
أغلقت الإدارة الجامعة في 2 مايو عام 1968 بعد أشهر من النزاعات بين الطلاب والسلطات في حرم نانتير بجامعة باريس (جامعة غرب باريس نانتير لاديفونس حاليًا). تجمّع الطلاب في حرم جامعة السوربون في باريس في 3 مايو للاحتجاج على الإغلاق والتهديد بالطرد لعدة طلاب في نانتير. دعا اتحاد الطلاب الوطني الفرنسي الذي لا يزال أكبر اتحاد طلابي في فرنسا اليوم واتحاد المعلمين الجامعيين إلى تنظيم مسيرة للاحتجاج على اجتياح الشرطة للجامعة في يوم الاثنين الواقع في 6 مايو. سار أكثر من 20 ألف طالب ومدرس ومؤيد على الطريق المؤدي إلى جامعة السوربون الذي أغلقته الشرطة التي هاجمتهم بالعصي عند اقترابهم من الحرم. بدأ البعض ببناء حواجز من أي شيء كان في متناول اليد بعد تفرقهم، وألقى آخرون حجارة الرصف مما اضطر الشرطة إلى التراجع لفترة من الوقت. ردت الشرطة بعد ذلك بالغاز المسيل للدموع وهجمت على الحشد مرة أخرى واعتقلت المئات من الطلاب.
دعمت نقابات طلاب المدارس الثانوية المظاهرات في 6 مايو، وانضموا في اليوم التالي إلى الطلاب والمعلمين والأعداد المتزايدة من العمال الشباب الذين تجمعوا عند قوس النصر للمطالبة بما يلي:
- إسقاط جميع التهم الجنائية ضد الطلاب المعتقلين.
- مغادرة الشرطة للجامعة.
- إعادة فتح السلطات لجامعتي نانتير وسوربون.

انتهت المفاوضات وعاد الطلاب إلى جامعاتهم بعد تقرير كاذب ينص على موافقة الحكومة على إعادة فتحهم، فاكتشفوا أن الشرطة ما تزال تحتل الجامعات. أدى ذلك إلى اندلاع حماس ثوري بين الطلاب.

### انضمام العمال إلى الطلاب
امتدت المظاهرات إلى المصانع بحلول منتصف شهر مايو على الرغم من اختلاف مطالب عمالها اختلافًا كبيرًا عن مطالب الطلاب. شمل الإضراب العام بقيادة النقابة في 13 مايو 200 ألف شخص في مسيرة. امتدت الإضرابات إلى جميع قطاعات الاقتصاد الفرنسي بما في ذلك الوظائف العائدة للدولة والصناعات التحويلية والخدمات والإشراف والإدارة. احتل الطلاب المباني الجامعية وشمل الإضراب ثلث القوى العاملة في البلاد في جميع أنحاء فرنسا.
لم تكن هذه الإضرابات بقيادة الحركة النقابية. حاول الاتحاد العام للعمل احتواء الاندلاع التلقائي لحالات الاشتباك من خلال تحويلها إلى صراع على أجور أعلى ومطالب اقتصادية أخرى. طرح العمال أجندة أشمل وأكثر سياسية وأكثر ثورية مطالبين بالإطاحة بالحكومة والرئيس ديغول ومحاولة إدارة مصانعهم في بعض الحالات. رفض العمال الذين يحتلون المصانع التابعة لجمعيات أصحاب العمل الرئيسية العودة إلى العمل وسخروا قادة نقاباتهم، وذلك عندما تفاوضت قيادة النقابة العمالية على زيادة الحد الأدنى للأجور بنسبة 35% وزيادة الأجور بنسبة 7% لعمال آخرين ونصف الأجر العادي للوقت الذي يسوده الإضراب مع جمعيات أصحاب العمل الرئيسية. كان هناك الكثير من «النشاط المناهض للنقابات» في حركة مايو 68 ضد النقابات السائدة، مثل الاتحاد العام للعمل واتحاد القوى العمالية والاتحاد الديمقراطي الفرنسي للعمل، التي كانت مستعدة للتسوية مع القوى الموجودة أكثر من سن القوانين بناءً على رغبة القاعدة الشعبية.
توفي شخصان على أيدي المتظاهرين الخارجين عن السيطرة في 24 مايو. توفي مفتش الشرطة رينيه لاكروا في مدينة ليون عندما سحقته شاحنة بدون سائق أرسلها المتظاهرون إلى صفوف الشرطة. طُعن الشاب فيليب ميتريون البالغ من العمر 26 عامًا في باريس حتى الموت أثناء جدال بين المتظاهرين.
اجتمعت النقابات العمالية الرئيسية مع منظمات أصحاب العمل والحكومة الفرنسية مع وصول الاضطرابات إلى ذروتها في أواخر شهر مايو لعقد اتفاقيات غرينيل، والتي من شأنها أن تزيد الحد الأدنى للأجور بنسبة 35% وجميع المرتبات بنسبة 10% ومنح وسائل الحماية للموظفين وأيام عمل قصيرة. أُجبرت النقابات على رفض الاتفاقية بناءً على معارضة أعضائها، فأكّد ذلك انفصال المنظمات التي تدّعي أنها تعكس مصالح الطبقة العاملة.
نظم اتحاد الطلاب الوطني الفرنسي واتحاد القوى العمالية والاتحاد الديمقراطي الفرنسي حشدًا في ملعب شارليتي حضره نحو 22 ألف شخص. عكست مجموعة المتحدثين الفجوة بين الطلاب والفصائل الشيوعية. نُظِّم الحشد في الملعب لأسباب أمنية، ولم تُظهر الرسائل الثورية للمتحدثين الرضا عن وسائل الراحة النسبية للمكان الرياضي.
رأى الاشتراكيون فرصة للعمل كحل وسطي بين ديغول والشيوعيين. أعلن السياسي فرانسوا ميتران من اتحاد اليسار الديمقراطي والاشتراكي في 28 مايو إنه «ليس هناك دولة أخرى» وذكر أنه مستعد لتشكيل حكومة جديدة. حصل على نسبة عالية ومدهشة مكونة من 45% من الأصوات في الانتخابات الرئاسية لعام 1965. صرح بيير منديي فرانس أيضًا في 29 مايو بأنه مستعد لتشكيل حكومة جديدة، وكان على استعداد لتضمين الشيوعيين فيها على عكس ميتران. حصل الاشتراكيون على أكثر من 20% على الرغم من عدم امتلاكهم لقدرة الشيوعيين على حشد مظاهرات كبيرة في الشوارع.

## أحداث يونيو ويوليو
تلاشى الشعور الثوري للطلاب والعمال، وعاد العمال تدريجيًا إلى العمل أو طردتهم الشرطة من مصانعهم. ألغى اتحاد الطلاب الوطني مظاهرات الشوارع، وحظرت الحكومة عددًا من المنظمات اليسارية. استعادت الشرطة السوربون في 16 يونيو. فاز حزب ديغول، على عكس مخاوفه، بأكبر انتصار في تاريخ البرلمان الفرنسي في الانتخابات التشريعية التي أجريت في يونيو، إذ حصل على 353 من أصل 486 مقعدًا مقابل 34 مقعدًا شيوعًا و57 مقعدًا اشتراكيًا. يمكن أن يضر إعلان فبراير ووعده بإدراج الشيوعيين في الحكومة الاشتراكيين في الانتخابات. استشهد خصومهم بحكومة الجبهة الوطنية التشيكوسلوفاكية كمثال في عام 1945، والتي سببت في السيطرة الشيوعية على البلاد في عام 1948. قُسِّم الناخبين الاشتراكيين، وفضلت الأغلبية في استطلاع فبراير في عام 1968 التحالف مع الشيوعيين، ولكن 44% منهم اعتقدوا أن الشيوعيين سيحاولون الاستيلاء على السلطة عندما يصبحون في الحكومة، (وافق 30% من الناخبين الشيوعيين على ذلك).
اندلعت مظاهرات في الشوارع في الحي اللاتيني في يوم الباستيل يقودها طلاب اشتراكيون ويساريون وشيوعيون يرتدون عصابات حمراء وأناركيون يرتدون عصابات سوداء. استجابت شرطة باريس وسرية الأمن الجمهوري بقسوة ابتداءً من نحو الساعة 10 مساء واستمرت طوال الليل في الشوارع وشاحنات ومراكز الشرطة والمستشفيات التي نقل إليها العديد من الجرحى. سُفكت دماء الكثير من الطلاب والسياح هناك في احتفالات المساء. لم توَجَّه أي تهم ضد الشرطة أو المتظاهرين، ولكن حكومتي بريطانيا وألمانيا الغربية تقدمتا باحتجاجات رسمية شملت الاعتداء غير اللائق على تلميذتين إنجليزيتين على أيدي الشرطة في مركز للشرطة.